# Głuchów Górny
Głuchów Górny is een plaats in het Poolse district  Trzebnicki, woiwodschap Neder-Silezië. De plaats maakt deel uit van de gemeente Trzebnica en telt 210 inwoners.